# Elita (seriál)
Elita (ve španělském Élite, stylizováno jako E L I T Ǝ) je španělský televizní seriál žánru thriller a teen drama vytvořený pro společnost Netflix. Seriál, vysílaný od roku 2018, sleduje studenty na fiktivní elitní střední škole Las Encinas a jejich přátele. V hlavních rolích první série hrají María Pedraza, Itzan Escamilla, Miguel Bernardeau, Ester Expósito, Miguel Herrán, Jaime Lorente, Álvaro Rico, Arón Piper, Mina El Hammani, Omar Ayuso a Danna Paola. Jorge López, Claudia Salas, Georgina Amorós, Sergio Momo, Leïti Sène, Carla Díaz, Manu Ríos, Martina Cariddi, Pol Granch, Valentina Zenere a André Lamoglia se k obsazení připojili v pozdějších sériích. 20. ledna 2020 bylo oznámeno, že seriál bude pokračovat čtvrtou a pátou sérií.
25. října 2022 oficiálně oznámila společnost Netflix, že chystá již 7. sérii seriálu.

## Synopse

### 1. řada
Tři studenti z chudých poměrů nastoupí ve Španělsku na exkluzivní soukromou školu a jejich střet s bohatšími vrstevníky skončí vraždou.

### 2. řada
Po smrti spolužačky zmizí student. Vztahy se změní, do dramatu se zapojí další přátelé a temná tajemství jsou neudržitelná.

### 3. řada
Po smrti dalšího spolužáka začíná nové vyšetřování. Studenti začínají myslet na budoucnost a při tom je trápí důsledky předchozích událostí.

### 4. řada
Na Las Encinas nastupuje nový ředitel a čtyři noví studenti se složitě propletenými milostnými vztahy. Přibývají taky různé klepy a všem vrtá v hlavě další záhada.

### 5. řada
Nový semestr je tu a na Las Encinas vznikají nečekané milostné trojúhelníky, nastupují noví studenti a mění se zažitá pravidla. A taky dojde k záhadnému zločinu.

### 6. řada
Láska, pomsta nebo miliony fanoušků? Na škole Las Encinas letos prostě každý po něčem touží. Jenom aby to ale všichni vůbec přežili!

### 7. řada
Omar se vrací, Iván má zlomené srdce a Isadora řeší trable se svojí nebezpečnou rodinou. Můžou si studenti na škole Las Encinas navzájem důvěřovat? 

## Obsazení

### Hlavní role
| María Pedraza     | Marina Nunier Osuna (1. řada, okrajově 2. řada)       |
| Itzan Escamilla   | Samuel García Domínguez (1.-5. řada)                  |
| Miguel Bernardeau | Guzmán Nunier Osuna (1.-4. řada)                      |
| Miguel Herrán     | Christian Varela Expósito (1. řada, okrajově 2. řada) |
| Jaime Lorente     | Fernando „Nano“ García Domínguez (1. a 2. řada)       |
| Álvaro Rico       | Leopoldo „Polo“ Benavent Villada (1.-3. řada)         |
| Arón Piper        | Ander Muñoz (1.-4. řada)                              |
| Mina El Hammani   | Nadia Shanaa (1.-3. řada, okrajově 4. řada)           |
| Omar Ayuso        | Omar Shanaa (1.-5. řada; 7. řada)                     |
| Ester Expósito    | Carla Rosón Caleruega (1.-3. řada)                    |
| Danna Paola       | Lucrecia „Lu“ Montesinos Hendrich (1.-3. řada)        |
| Jorge López       | Valerio Montesinos Rojas (2. a 3. řada)               |
| Claudia Salas     | Rebeka „Rebe“ de Bormujo Ávalos (2. -5. řada)         |
| Georgina Amorós   | Cayetana Grajera Pando (od 2. řady)                   |
| Diego Martin      | nový ředitel Benjamin (4. - 6. řada)                  |
| Carla Díaz        | Ari Blanco (4. - 6. řada)                             |
| Martina Cariddi   | Mencía Blanco (4. - 6. řada)                          |
| Leïti Sène        | Malick (3. řada)                                      |
| Sergio Momo       | Yeray (3. řada)                                       |
| Manu Ríos         | Patrick Blanco (4. - 6. řada)                         |
| Arthur Garbe      | Iván Carvalho (od 5. řady)                            |
| Pol Granch        | Phillipe von Triesenberg (4.-5. řada)                 |
| Valentina Zerene  | Isadora Artiñán (od 5. řady)                          |
| Alvaro de Juana   | Didac (od 6. řady)                                    |
| Carmen Arrufat    | Sara (od 6. řady)                                     |
| Alex Pastrana     | Raúl (6. - 7. řada)                                   |
| Ander Puig        | Nico (od 6. řady)                                     |
| Al Saidi Nadia    | Sonia (od 6. řady)                                    |
| Ana Bokesa        | Rocío (od 6. řady)                                    |
| Fernando Lindez   | Joel (od 7. řady)                                     |
| Mirela Balic      | Chloe (od 7. řady)                                    |
| Gleb Abrosimov    | Eric (od 7. řady)                                     |

### Vedlejší role
| Ramón Esquinas    | Ventura Nunier                                   |
| Jorge Suquet      | Martín (1. řada)                                 |
| Ainhoa Santamaría | policejní vyšetřovatelka                         |
| Irene Arcos       | Pilar Domínguez (1. a 2. řada, okrajově 3. řada) |
| Abdelatif Hwidar  | Yusef Shana                                      |
| Elisabet Gelabert | Azucena de Muñoz                                 |
| Rocío Muñoz-Cobo  | Laura Osuna                                      |
| Alfredo Villa     | Antonio Muñoz (1. řada, okrajově 2. řada)        |
| Farah Hamed       | Imán Shana                                       |
| Lola Marceli      | Beatriz Caleruega                                |
| Rubén Martínez    | Teodoro Rosón                                    |
| Liz Lobato        | Andrea (1. a 3. řada, okrajově 2. řada)          |
| Alberto Vargas    | Pablo Ruiz (1. řada)                             |
| Marta Aledo       | Victoria Pando (2. řada)                         |
| Eva Llorach       | Sandra Ávalos (2. a 3. řada)                     |
| Bruno Lastra      | Felipe Montesinos (okrajově 2. a 3. řada)        |
| Carloto Cotta     | Cruz Rarvalho (5.-6. řada)                       |
| Maribel Verdú     | Carmen, matka Chloe (od 7. řady)                 |
| Iván Mendes       | Dalmar (od 6. řady)                              |

## Vysílání
| Řada | Díly | Premiéra na Netflixu |
| ---- | ---- | -------------------- |
| 1    | 8    | 5. října 2018        |
| 2    | 8    | 6. září 2019         |
| 3    | 8    | 13. března 2020      |
| 4    | 8    | 18. června 2021      |
| 5    | 8    | 8. dubna 2022        |
| 6    | 8    | 18. listopadu 2022   |
| 7    | 8    | 20. října 2023       |
| 8    | 8    | 26. července 2024    |